# Im Sturmschritt
Im Sturmschritt ist eine Schnellpolka von Johann Strauss Sohn (op. 348). Das Werk wurde am 19. Mai 1871 im  Wiener Volksgarten erstmals aufgeführt.

## Einzelnachweis
1. ↑  Quelle: Englische Version des Booklets (Seite 94) in der 52 CDs umfassenden Gesamtausgabe der Orchesterwerke von Johann Strauß (Sohn), Hrsg. Naxos (Label). Das Werk ist als achter Titel auf der 35. CD zu hören.